# Anomis esocampta
Anomis esocampta là một loài bướm đêm trong họ Erebidae.